# اسم لغة
اسم اللغة (الغلوتونيم، من غلوتو- «لسان» و-نيم «اسم»، وهذه لغة إغريقية أتيكية؛ والغلوسونيم من غلوسو- وهي لغة يونية كوينية) هو الاسم المعلق على لغة من اللغات، ويكون بحسب المسمي فإن كان المسمي هو أهل تلك اللغة فهو اسم لغة ذاتي وإلا فهو اسم لغة أجنبي.